# Cantón Chaguarpamba
Chaguarpamba es un cantón de la Provincia de Loja en Ecuador, su población estimada es de 7.161 habitantes.  El Alcalde actual Sr. Victor Hugo Largo. Su extensión territorial es 311.7 km², con una altitud promedio de 800 m s. n. m. La temperatura promedio es de 24 °C.   
Chaguarpamba es famoso por su producción de Café, naranja, banano, mango, maní, maíz.
Se caracteriza por su cultura, tradición y por su producción agrícola y turismo.

## Límites
- Al norte con la provincia de El Oro.
- Al sur con los cantones Paltas y Olmedo.
- Al este con el cantón Catamayo.
- Al oeste con el cantón Paltas.

## División política
El cantón Chaguarpamba se divide en cinco parroquias:
- Chaguarpamba (cabecera cantonal)
- Buena Vista
- El Rosario
- Santa Rufina
- Amarillos